# Willemdok

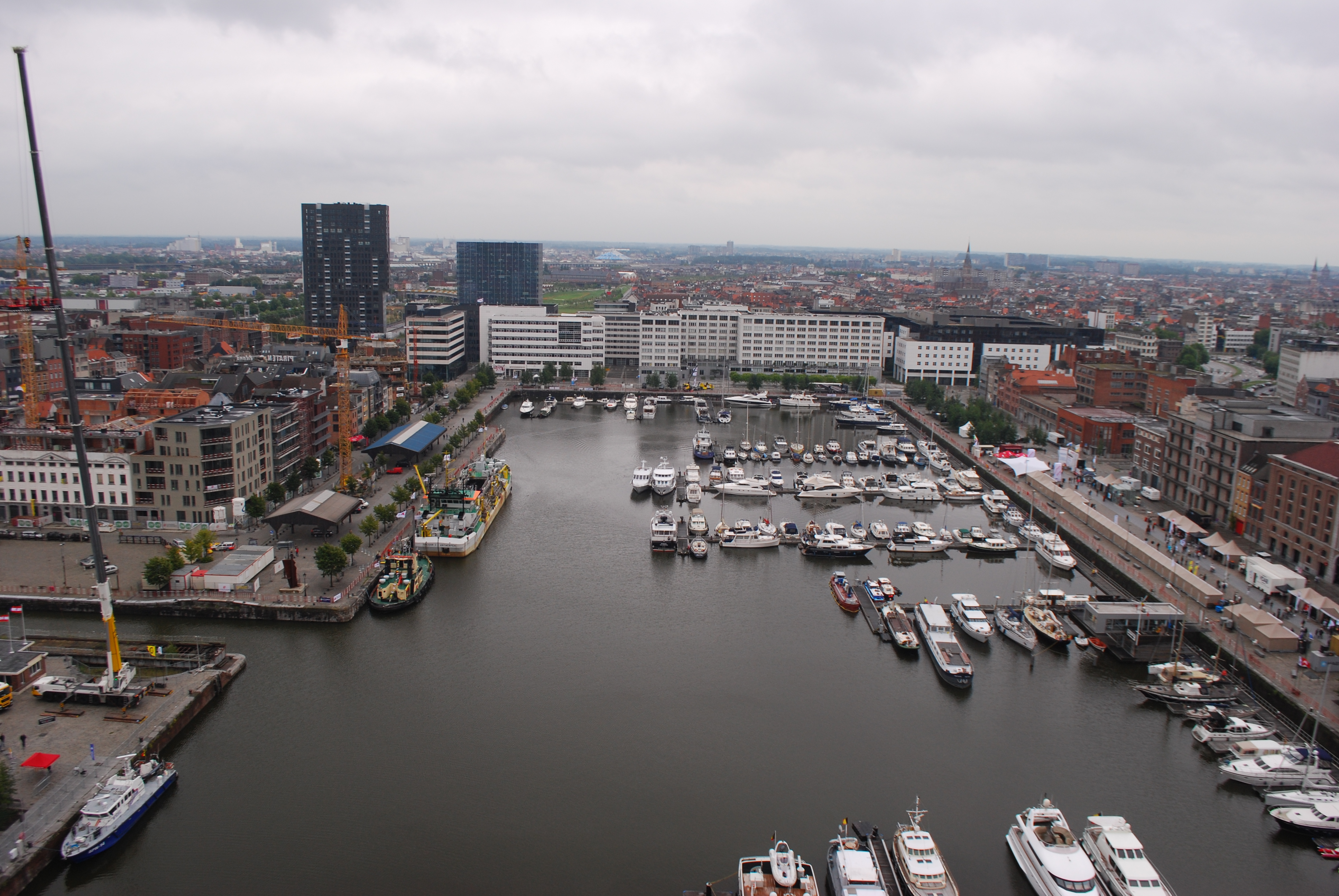
Gezicht op het Willemdok

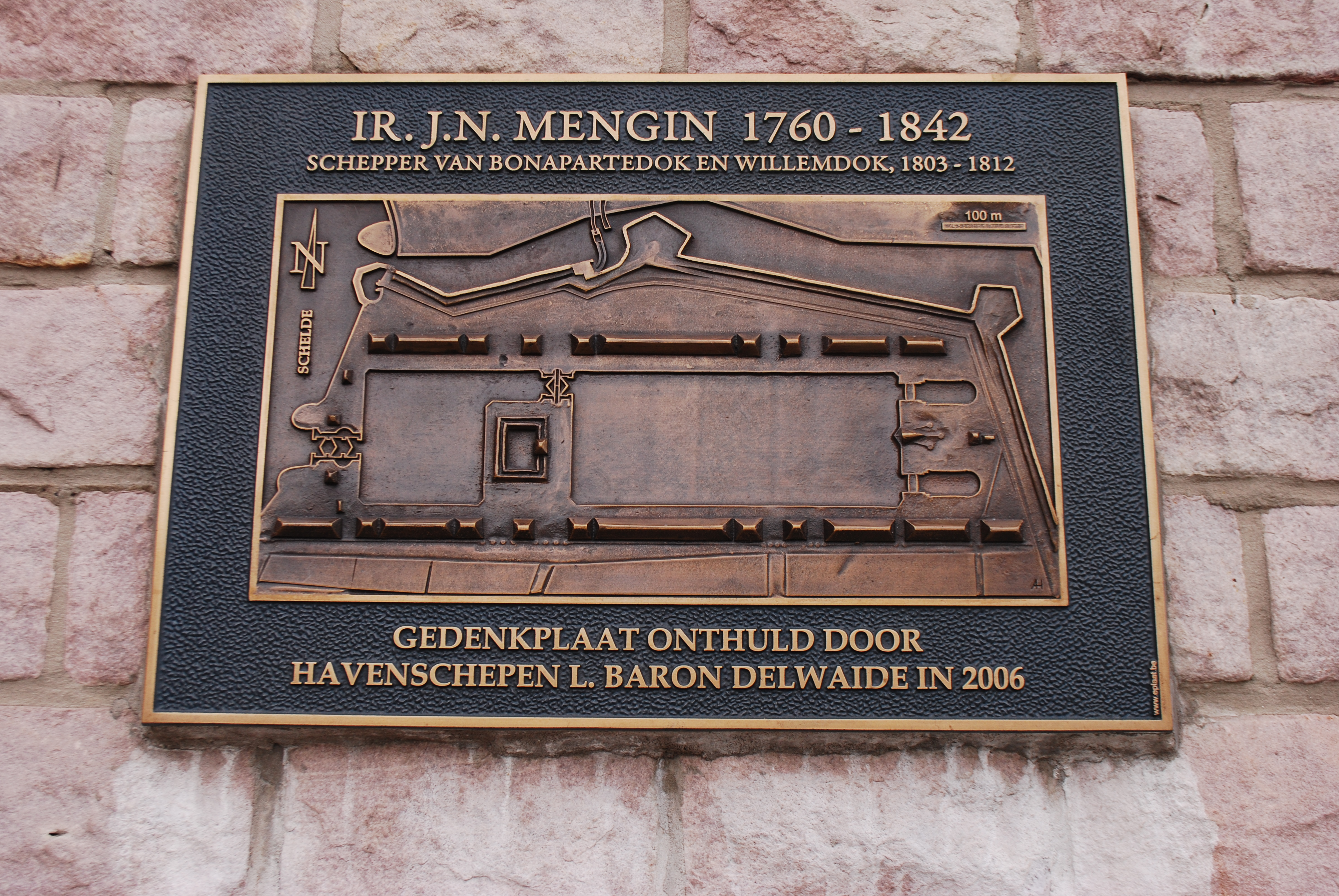
Gedenkplaat onthuld door havenschepen L. baron Delwaide, 2006

Het Willemdok ligt in Noord-Antwerpen en ligt naast het oudere Bonapartedok. Het Willemdok heeft een lengte van 378 m en een breedte van 198 m. Het dok is met 6 m iets dieper dan het Bonapartedok. Het Willemdok werd ontworpen en aangelegd in 1803-1812 ingevolge een decreet van 26 juli 1803 van Napoleon Bonaparte en kwam in 1813 in gebruik als "le grand bassin". Het werd, net als het Bonapartedok ("le petit bassin"), ontworpen door Nicolas Mengin. In 1815 schonk de koning der Nederlanden het aan de Stad Antwerpen.
Het Willemdok werd verkleind door kaaiverbredingen in 1878: Oostkaai nr 5 van 19 m naar 43 m en Zuidkaai nr 6 en 7 van 22 m naar 40 m, wegens tekort aan stapelplaatsen door het sterk toenemende goederenverkeer. Het Willemdok werd echter nog verder verkleind in 1885, door verbreding van een, door te lage waterstand, ingestort gedeelte (ca. 110 m in 1884) van noordkaai nr 4 (10 m x 175 m), thans 5,73 ha.
Op nrs 6A en 6B zijn de voormalige opslagmagazijnen van Pakhoed. Nu zijn het flatgebouwen en loften. Op nr. 8 stond het voormalige Oostershuis van de Hanzesteden op de vooruitstekende kademuren, die het Bonaparte- en Willemdok scheidt met de Nassaubrug. Daar ligt het MAS Museum aan de Stroom. Aan kaai 4A, 4B en 4C zijn woonhuizen, scheepskantoren, restaurants en cafés met grote terrassen. De oude hangars zijn verdwenen en er staan nu open afdaken met parkeer- en wandelgelegenheden. Deze open afdaken zijn vernieuwd en in de oorspronkelijke stijl neergezet, zoals ze 150 à 200 geleden jaar waren. Zwarte kanonballen markeren de rijrichting. Opgelegde spitsen lagen aan die nummeringen, maar hebben thans plaats moeten maken voor pleziervaartuigen. Enkele opgelegde spitsen liggen er nog, maar dat zijn drijvende museumschepen. In één ervan kan men in het omgebouwde laadruim oude archieffoto's en scheepsattributen bekijken.
Het Willemdok wordt nu uitsluitend gebruikt voor pleziervaartuigen en jachten. In 2000 werden in het Willemdok aanlegsteigers aangebracht voor jachten. Het is nu een geliefkoosde jachthaven voor Belgen, maar vooral ook buitenlandse jachten, die hier bijna direct in het centrum van de stad liggen, ideaal voor stadsbezoeken.
Het Willemdok is genoemd naar de Nederlandse koning Willem I der Nederlanden, die de onafgewerkte dokken in 1815 aan de Stad Antwerpen schonk. Achter het dok, aan de oostzijde, stonden de 19e-eeuwse Koninklijke Stapelhuizen of de Entrepot, aan de ernaar genoemde Entrepotkaai. Aan de oostzijde van het Willemdok brandde het Koninklijk Stapelhuis op 5 juni 1901 grotendeels af. Daarna werd het heropgebouwd. Koning Willem I der Nederlanden legde de eerste steen ervan in 1830, enige maanden vóór de scheiding van de Nederlanden. Deze Koninklijke Stapelhuizen met zijn goederentreindepot en sporen (een onderdeel van het station Antwerpen-Dokken en -Stapelplaatsen) zijn allemaal in maart 1990 afgebroken en gesloopt. Er was protest tegen het slopen, om het 'Industriële Erfgoed' te bewaren. Het protest mocht niet baten. Het enorme complex werd tot aan de daar achterliggende Italiëlei afgebroken.
Op de Entrepotkaai staan nu de witte imposante moderne gebouwen van het Havenhuis van de Stad Antwerpen en daarachter het Express Holiday Inn-hotel en het Stedelijke Belastingsgebouw. Daarnaast zijn er pas nieuwe gebouwen gekomen voor zakenkantoren en dure flatgebouwen en is verder in ontwikkeling. Het appartementsgebouw, opgetrokken op de plaats van de Koninklijke Stapelhuizen, draagt de naam Het Koninklijk Entrepot.
Op de Antwerpse rechteroever van de Schelde:
Albertdok · Amerikadok · Asiadok · Bevrijdingsdok · Bonapartedok · Churchilldok · Derde Havendok · Eerste Havendok · Graandok · Hansadok · Houtdok · Industriedok · Kanaaldok · 
Kattendijkdok · Kempisch dok · Kooldok · Leopolddok · Lobroekdok · Margueriedok · Marshalldok · Noordschippersdok · Petroleumdok · Sasdok · Schippersdok · Schuildok voor Lichters · Siberiadok · Steendok · Straatsburgdok · Suezdok · Tweede Havendok · Verbindingsdok · Vierde Havendok · Vijfde Havendok · Willemdok · Zesde Havendok · Zuiderdokken
Op de Oost-Vlaamse linkeroever van de Schelde:
Deurganckdok · Doeldok · Noordelijk Insteekdok · Saeftinghedok · Verrebroekdok · Vrasenedok · Waaslandkanaal · Zuidelijk Insteekdok